# Danny Mirabel
Danny Malowanczyk Mirabel (født 5. december 1987) er en dansk fodboldspiller med polske rødder, hvis primære position på banen er på den offensive/centrale midtbane, men kan også benyttes som kantspiller. Han spiller for B.93, som han repræsenterer for anden gang karrieren.

## Spillerkarriere

### Klubkarriere
Han fik sin fodboldopdragelse i KB og senere i B.93, hvor han i 2004 fik debut på senior holdet i 1.division og opnåede at blive den yngste debutant for klubben i nyere tid (efter Anden Verdenskrig) i en alder af bare 16 år, 7 md. og 27 dage. Det store talent medførte et træningsophold i den spanske Primera Division klub Espanyol. Han forlod B.93 til fordel for Lyngby BK i 2006, og spillede efterfølgende i Hvidovre IF og Stenløse. I sommeren 2010 havde han et træningsophold i Superligaklubben Silkeborg, men endte i stedet tilbage i B.93.

### Landsholdskarriere
Han opnåede 10 kampe på DBUs ungdomslandshold i perioden 2005-2006.